# Castellbach
Der Castellbach ist ein linker Zufluss der Schwarzach zwischen dem Steigerwald und dem Maindreieck in Unterfranken. Er entsteht bei Atzhausen aus dem Zusammenfluss von Sambach und Gründleinsbach.

## Geographie

### Quellbäche

#### Gründleinsbach

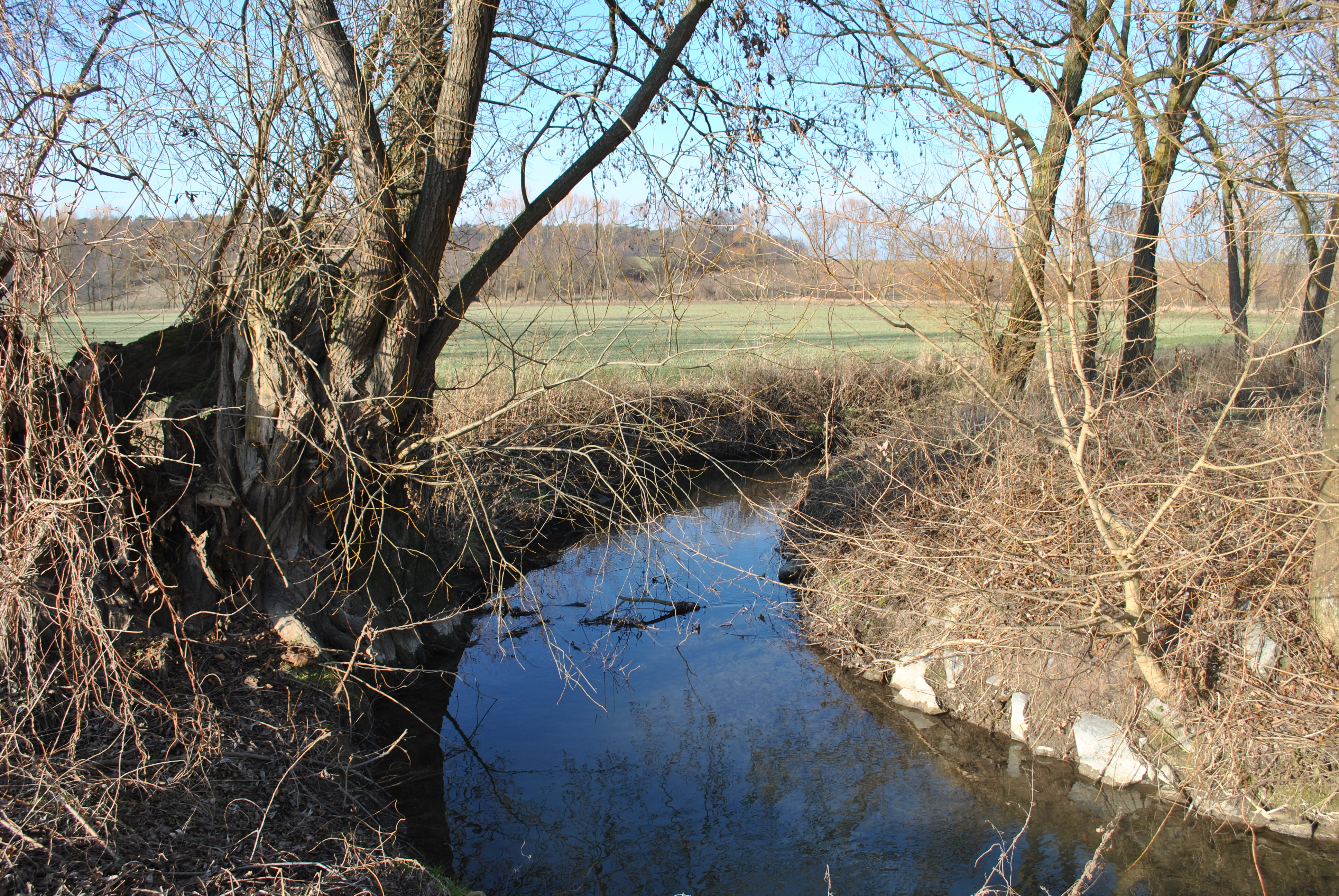
Der Gründleinsbach bei der Rüdenhäuser Pulvermühle

Der Gründleinsbach entspringt in der Nähe der Gipskarstquelle Gründleinsloch bei Castell. Er fließt in nordwestliche Richtung durch Castell, ehe er sich bei der Gründleinsmühle in westliche Richtung wendet. Weiter fließt der Bach an den Casteller Ortsteilen Geiersmühle und  Trautberg vorbei. Nun verläuft er als Gemarkungsgrenze zwischen Rüdenhausen und Wiesenbronn in Richtung Nordwesten durch die Rüdenhäuser Ortsteile Dinkelmühle und Eselsmühle. Zuletzt erreicht er das Gemeindegebiet von Kleinlangheim, dort säumen weitere Mühlen den Bach. Er ist mit etwa 9 km Länge der kürzere Quellbach.

#### Sambach
Die Quelle des etwa 13 km langen Sambachs liegt in der Nähe der  Bundesautobahn 3 nordwestlich von Geiselwind. Er verläuft vorwiegend in westlicher Richtung durch Obersambach, Untersambach, vorbei an der Untersambacher Mühle, Wiesentheid und der Obere Papiermühle und vereinigt sich bei Atzhausen mit dem Gründleinsbach zum Castellbach.

### Verlauf
Nach dem Zusammenfluss der Quellbäche verläuft der Castellbach in nordwestliche Richtung durch Düllstadt nach Münsterschwarzach. Dort fließt er durch das Gelände der Abtei Münsterschwarzach, wo er in die Schwarzach mündet, etwa 700 m vor deren Mündung in den Main.

### Zuflüsse
Zuflüsse auch höherer Ordnung des Castellbachs sind neben anderen:
- Sambach (rechter Oberlauf)
  - Fasanenbach (rechts)
    - Mühlbach (Oberlauf)
      - Sprißelgraben (rechter Oberlauf)
      - Grundbach (rechts)

  - Schirnbach (links)
    - Goldbach (rechter Oberlauf)
    - Schoßbach (rechts)
    - Heimbach (rechts)
    - Klingenbach (rechts)
- Gründleinsbach (linker Oberlauf)
  - Wiesbach (links)
    - Dürrbach (links)
    - Gottesgraben (rechts)
    - Rotgraben (links)

### Flusssystem Schwarzach
- Fließgewässer im Flusssystem Schwarzach

## Mühlen
Der Castellbach und seine Zuflüsse weisen eine besonders hohe Dichte an ehemaligen Wassermühlen auf. Insgesamt können über 30 Mühlen identifiziert werden. Die meisten Anlagen sind erhalten, allerdings bereits seit Jahrzehnten nicht mehr in Betrieb. Die Mühlen bildeten in Mittelalter und Früher Neuzeit eine wichtige Quelle für Getreidemehl, das für die bäuerliche Subsistenz von entscheidender Bedeutung war. Im Laufe der Frühen Neuzeit differenzierten sich die Betriebe aus. Unter anderem entstanden eine Pulvermühle und mehrere Papiermühlen entlang der Bäche.